# Vrijheidswijk (Leeuwarden)
De Vrijheidswijk is een wijk aan de noordzijde van de stad Leeuwarden in de Nederlandse provincie Fryslân. De wijk heeft zo'n 3.500 inwoners.

## Geschiedenis
De wijk is gebouwd in de jaren 60 naar voorbeeld van het nooit gerealiseerde Parijse Plan Voisin van Le Corbusier.
De voormalige naam van de wijk is Lekkumerend. In 1995 kreeg de wijk officieel  de nieuwe naam Vrijheidswijk.
In 1968 werd in de verzetsbuurt de Krijn van den Helmschool gebouwd op de hoek van de Krijn van den Helmstraat en de Familie van der Weijstraat. Op 15 april 1970 bezocht koningin Juliana de school. In 1998 fuseerde de school met De Hoogfenne in de wijk Bilgaard en kreeg de naam De Vrijheid. Het schoolgebouw werd in 2009 gesloopt. Hier ligt het Harm en Annie Kingmaplantsoen. Iets oostelijker het Tiny Mulderplatsoen.
De wijk is ingedeeld in de twee buurten Vrijheidswijk-West en Vrijheidswijk-Oost. Deze worden gescheiden door de Lekkumerweg en de Gerben IJpmaweg. De noordzijde van de wijk wordt begrensd door de Bonkevaart en de westzijde door de Dokkumer Ee.
Veel straatnamen in de wijk hebben met de Tweede Wereldoorlog te maken. Een groot deel van de wijk is gesloopt en heeft plaats moeten maken voor nieuwbouw of renovering. Buslijn 8 verbindt de Vrijheidswijk met het station.

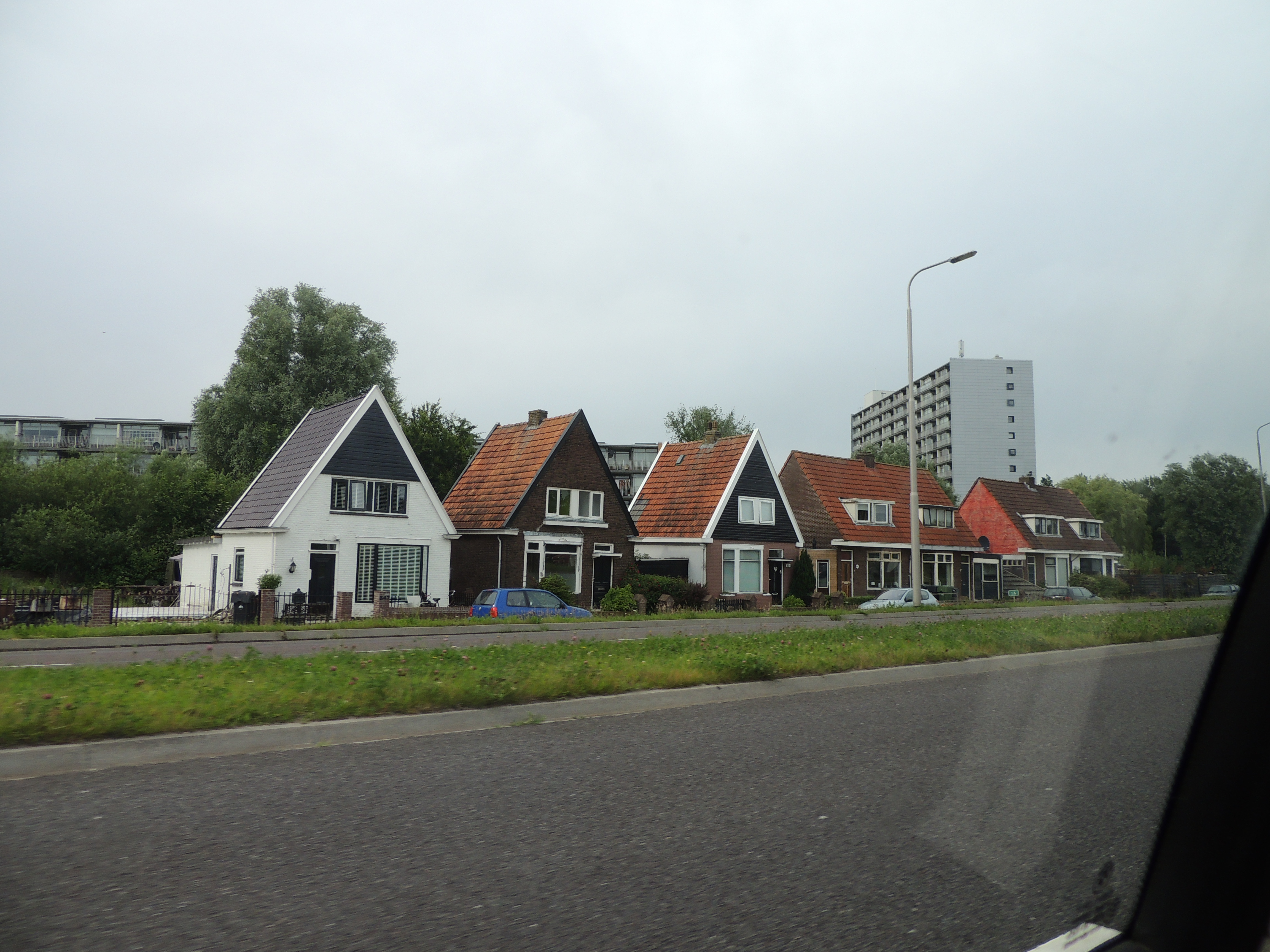
Huizen Groningerstraatweg aan de zuidzijde van de wijk
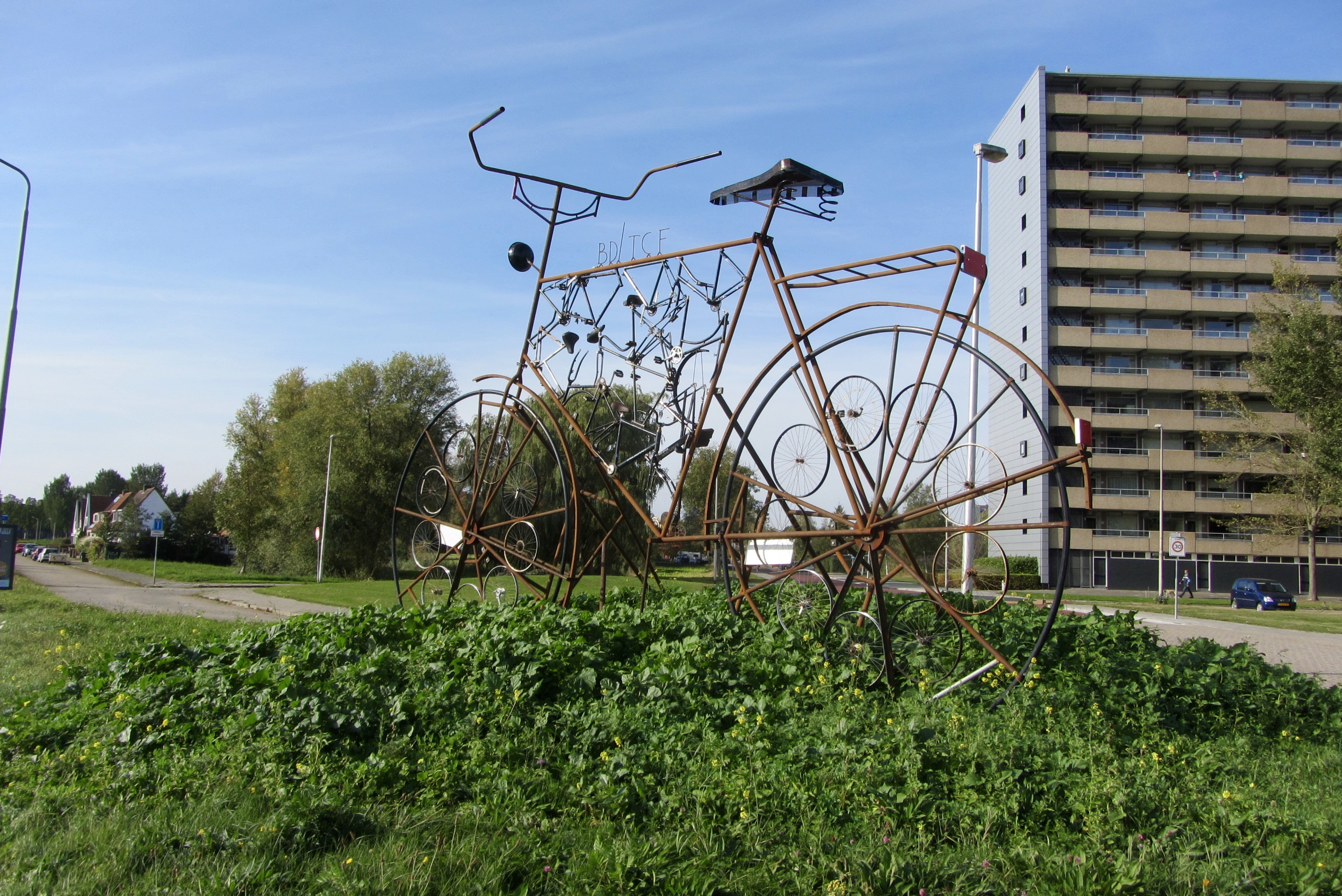
Fietskunstwerk

Wijken: Aldlân & De Hemrik · Bilgaard & Havankpark e.o. · Binnenstad · Camminghaburen e.o.  · De Zuidlanden · Heechterp & Schieringen · Hempens/Teerns & Zuiderburen · Huizum-West · Middelsee · Nijlân & De Zwette · Oud-Oost · Potmargezone ·  Sonnenborgh e.o.  · Vossepark & Helicon · Vrijheidswijk · Westeinde e.o.

Voormalige wijken: Aldlân · Bedrijventerrein-Oost · Bedrijventerrein West · Camminghaburen · De Zwette · Grote Wielen & De Groene Ster · Huizum-Oost · Oldegalileën & Bloemenbuurt · Oranjewijk & Tulpenburg · Schieringen & De Centrale · Vlietzone · Tjerk Hiddes & Cambuursterhoek · Transvaalwijk & Rengerspark · Valeriuskwartier & Magere Weide · Vogelwijk & Muziekwijk

Buurten: Achter de Hoven · Aldlân-Oost · Aldlân-West · Barrahûs · Bilgaard · Blitsaerd · Bloemenbuurt · Blokhuisplein · Boksumerhoeke · Bonifatius ·  Buitengebied De Zwette · Buitengebied Noordwest · Buitengebied West · Cambuur · Cambuursterpad · Camminghaburen-Midden · -Noord · -Zuid · De Centrale · De Groene Ster · De Klamp · De Fellingen · De Waag · De Werp · De Zuidlanden · De Zwette I Harlingervaart ·  De Zwette II Zwettehaven ·  De Zwette III Schenkenschans · De Zwette IV Businesspark · De Zwette V  Newton · De Zwette VI Deinumerpolder · EnergieCampus Sylsterrak · Gerard Dou · Grote Kerkbuurt · Grote Wielen · Harlingervaart Noord · Havankpark · Havenstêd ·  Heechterp · Helicon · Hemrik · Hoek · Hollanderwijk · Huizum-Badweg · -Bornia · -Dorp · -Sixma · Indische buurt · Jan van Scorelbuurt · Julianapark · Magere Weide · Molenpad · Nieuwestad · Nijlân · Oldegalileën · Oldehove · Oranjewijk · Rapenburg · Rengerspark · Schepenbuurt · Schieringen · Snakkerburen · Sonnenborgh · Stationskwartier · Techum · Transvaalwijk · Tulpenburg · Valeriuskwartier · Vierhuisterweg e.o. · Vogelwijk · Vossepark · Welgelegen · Westeinde · Wetterstêd · Wiarda · Wielenpôlle · Zaailand · Zamenhofpark · Zeeheldenbuurt · Zuiderburen